# Bleed Out
Bleed Out är det nederländska symphonic metal-bandet Within Temptations åttonde studioalbum. Det gavs ut den 20 oktober 2023 på etiketten Force Music Recordings.

## Låtlista
| Nr  | Titel                              | Längd |
| --- | ---------------------------------- | ----- |
| 1.  | We Go to War                       |       |
| 2.  | Bleed Out                          | 4:30  |
| 3.  | Wireless                           | 4:41  |
| 4.  | Worth Dying For                    |       |
| 5.  | Ritual                             |       |
| 6.  | Cyanide Love                       |       |
| 7.  | The Purge                          | 4:16  |
| 8.  | Don't Pray for Me                  | 3:41  |
| 9.  | Shed My Skin (featuring Annisokay) | 4:30  |
| 10. | Unbroken                           |       |
| 11. | Entertain You                      | 3:31  |

## Medverkande
- Sharon den Adel – sång
- Ruud Jolie – sologitarr
- Stefan Helleblad – kompgitarr
- Jeroen van Veen – basgitarr
- Martijn Spierenburg – keyboard
- Mike Coolen – trummor